# Leptosia
Tribu
Genre
Leptosia est un genre de lépidoptères (papillons) de la famille des Pieridae et de la sous-famille des Pierinae. Il est l'unique genre de la tribu monotypique des Leptosiaini.

## Systématique
Le genre Leptosia a été décrit par Jakob Hübner en 1818. 
En 2014, des études sur la phylogénie des Pieridae ont conduit à créer la tribu des Leptosiaini, dont Leptosia est l'unique genre.

## Noms vernaculaires
Les Leptosia sont appelés wood whites en anglais.

## Distribution géographique
Les Leptosia résident en Afrique, sauf Leptosia nina (Asie du Sud, du Sud-Est et Australasie) et L. lignea (Indonésie).

## Liste des espèces
Selon FUNET Tree of Life (8 mars 2020) :
- Leptosia alcesta (Stoll, [1782])
- Leptosia bastini Hecq, 1997
- Leptosia hybrida Bernardi, 1952
- Leptosia marginea (Mabille, 1890)
- Leptosia medusa (Cramer, [1777])
- Leptosia nina (Fabricius, 1793)
- Leptosia lignea (Vollenhoven, 1865)
- Leptosia nupta (Butler, 1873)
- Leptosia wigginsi (Dixey, 1915)

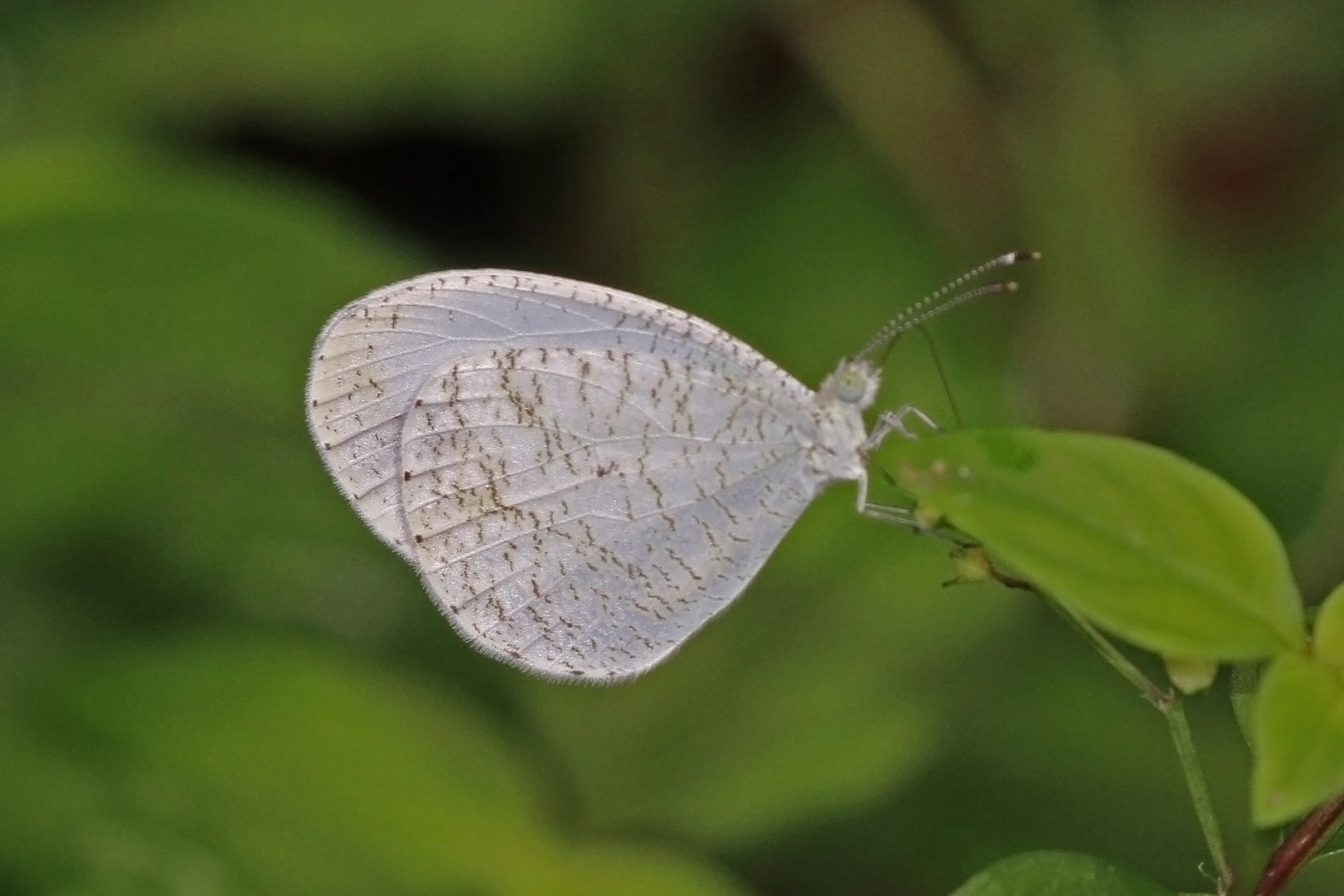
Leptosia alcesta
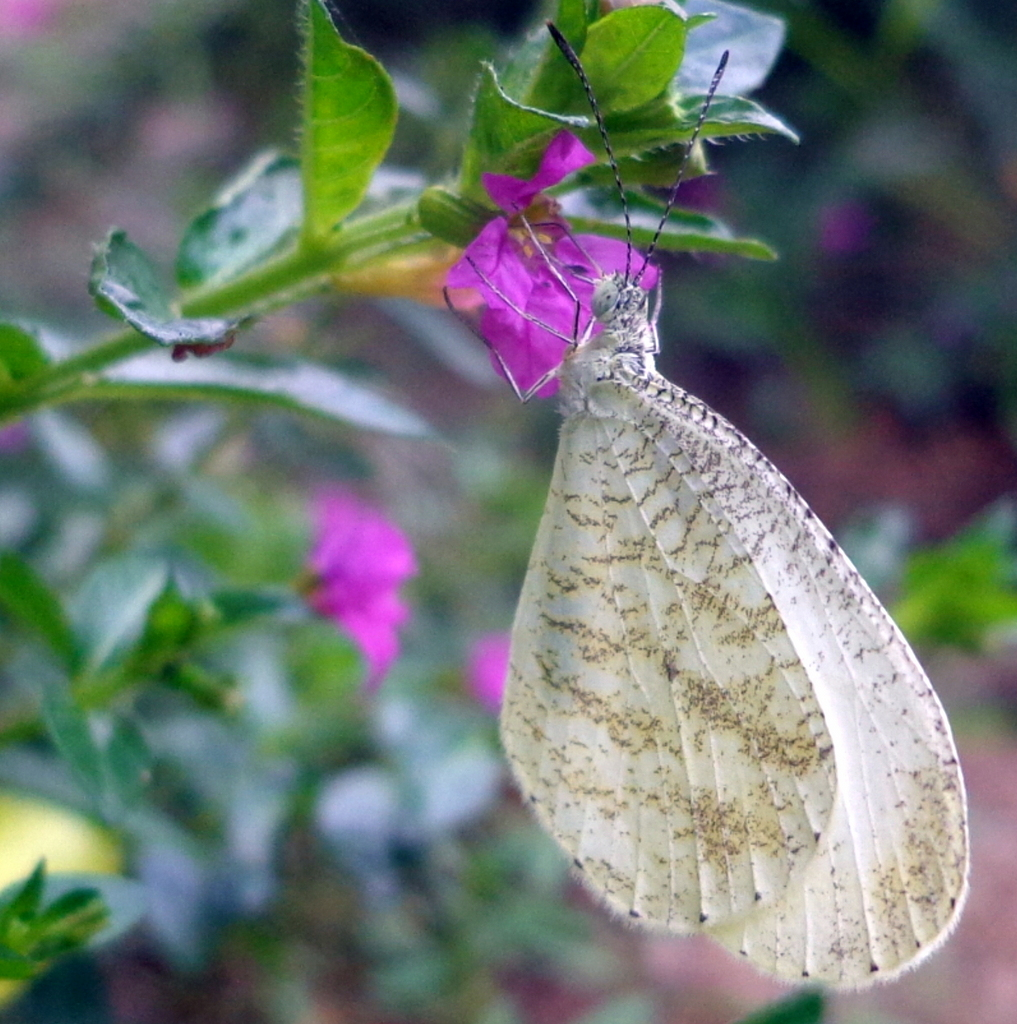
Leptosia medusa
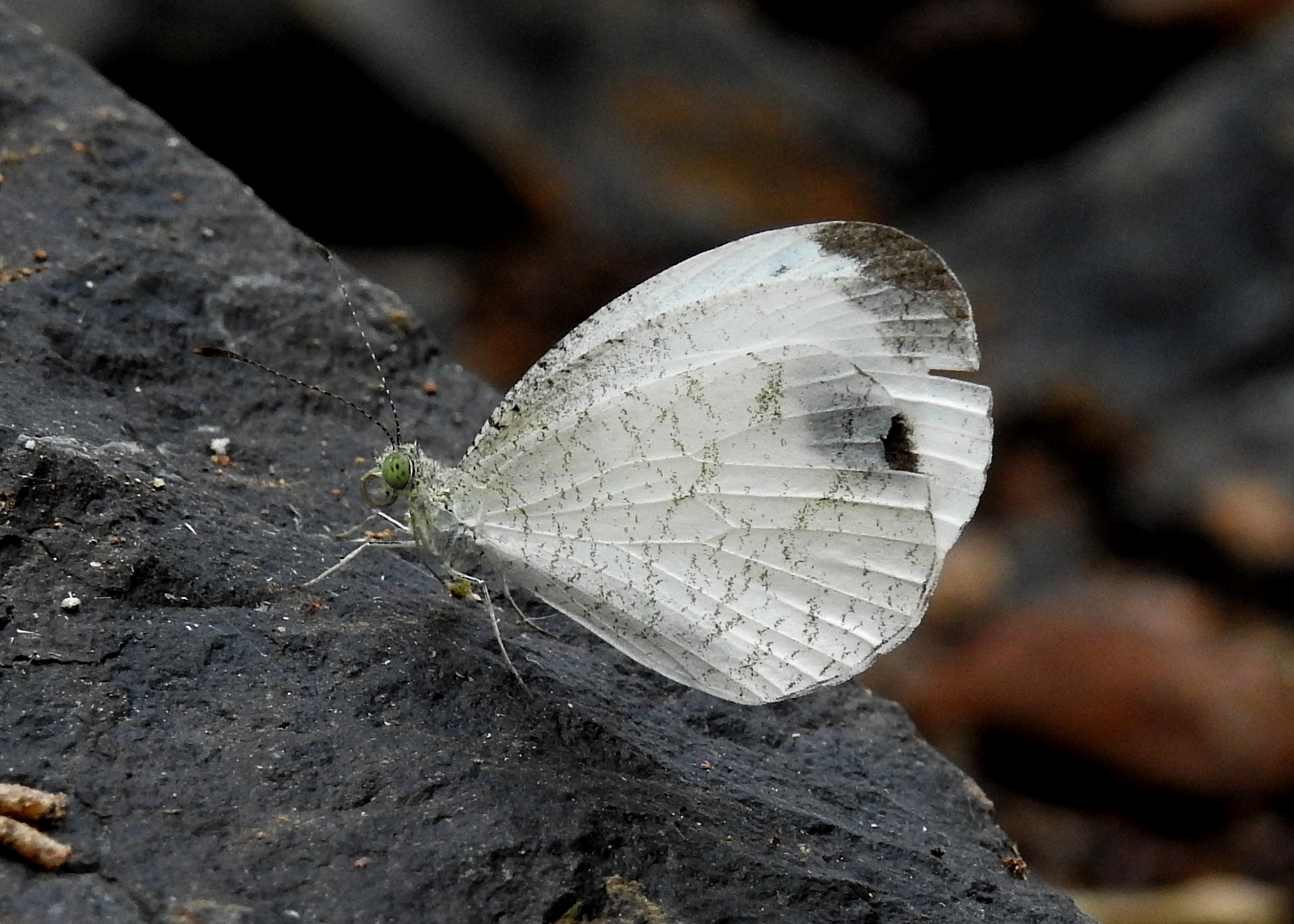
Leptosia nina